# Joan Gaspar Paronella
Joan Gaspar Paronella (Barcelona, 23 de junio de 1911-14 de enero de 1996) fue un galerista de arte español. Pertenecía a la familia que Picasso bautizó como los Gaspares.

## Biografía
Joan Gaspar colaboró activamente en la creación de la Fundación Joan Miró. En 1989 recibió la Cruz de Sant Jordi de la Generalidad de Cataluña. Con su primo Miquel Gaspar, fallecido en septiembre de 1989, trabajó durante más de sesenta años. Ambos tuvieron un papel decisivo en la vida cultural de la ciudad de Barcelona y en la creación del Museo Picasso. Su tío Joan Gaspar y Xalabarder, fue quien creó la famosa Sala Gaspar, que fue inaugurada en 1907 con una exposición de dibujos de Isidro Nonell.
Tras la Guerra Civil, la galería comenzó una nueva etapa, con una exposición de Eliseu Meifrèn, seguida de la muestra de Josep Clarà y otras. Los primos Joan y Miquel Gaspar se hicieron cargo de la sala en 1940, cuando murió su fundador. Entonces siguiendo los consejos del pintor Josep Maria de Sucre, dieron un nuevo aire a las actividades de la galería, que durante muchos años se especializó en el arte de vanguardia.
La nueva Galería Gaspar acogió miembros de Dado al Siete y el Club Cobalto 49, y Alexandre Cirici y Joan Prats fueron algunos de los habituales a las reuniones que se  hicieron en los años de la resistencia antifranquista. Antoni Clavé y Pablo Picasso colaboró estrechamente con la galería a partir de los años cincuenta. La relación entre Gaspar y el pintor malagueño fue decisiva en la creación del Museo Picasso de Barcelona.